# Cmentarz kanoników we Fromborku
Cmentarz kanoników we Fromborku – zabytkowy cmentarz kanoników Kapituły warmińskiej we Fromborku.

## Historia cmentarza
Został założony w 1908 roku (pierwszy pochówek miał miejsce w 1911) z powodu braku miejsca na dalsze pochówki we fromborskiej katedrze. Teren cmentarza od razu został ogrodzony parkanem z czerwonej cegły i kutego żelaza. Spoczywa na nim 22 kanoników i 1 wikariusz katedralny. Wielu z tu pochowanych byli wysoko wykształconymi duchownymi (profesorami oraz doktorami filozofii i teologii). Spora część z nich nosiła polskie nazwiska.
Cmentarz składa się z 4 kwater, podzielonych dwiema alejami lipowymi (poprzeczną i podłużną). Aleja podłużna biegnie bezpośrednio od bramy cmentarza. Na jej końcu znajduje się rzeźba z piaskowca, zatytułowana Grupa Ukrzyżowania. Jest to wykonana na początku XX wieku kopia dzieła Tilmana Riemenschneidera. Jej autorem jest Joseph Julius Seitz (1847–1912). Nagrobki na cmentarzu są wykonane z kutego żelaza, kamienia i drewna.

## Pochowani na cmentarzu kanoników
Na cmentarzu pochowani są m.in.:
- Franz Dittrich (1839–1915) – niemiecki duchowny katolicki, teolog, profesor Państwowej Akademii w Braniewie
- Franz Heyduschka (1879–1946) – niemiecki duchowny katolicki, kanonik warmiński
- Kunibert Krix (1867–1931) – niemiecki ksiądz katolicki, członek katolickiej partii Centrum, poseł do Reichstagu, działacz niemieckich organizacji chłopskich, wykładowca w Państwowej Akademii w Braniewie
- Julius Marquardt (1849–1932) – niemiecki duchowny i teolog katolicki, profesor wydziału teologicznego Liceum Hosianum w Braniewie, następnie Państwowej Akademii w Braniewie
- Joseph Teschner (1845–1923) – niemiecki duchowny katolicki, proboszcz i archiprezbiter w Olsztynie, kanonik warmiński
- Hermann Preuschoff (1839–1913) – niemiecki duchowny katolicki, kanonik warmiński.
- Paul Romahn (1850–1936) – niemiecki ksiądz katolicki, kanonik fromborski, poseł do Landtagu z okręgu Olsztyn-Reszel
- August Spannenkrebs (1856–1931) – warmiński duchowny katolicki, dr filozofii, kanonik kapituły warmińskiej we Fromborku
- Karol Staliński (1835–1911) – warmiński duchowny katolicki, kanonik kapituły warmińskiej, budowniczy kościoła i pierwszy proboszcz parafii w Prabutach
- Władysław Świtalski (1875–1945) – duchowny rzymskokatolicki, profesor teologii i filozofii, rektor Akademii Państwowej w Braniewie, Sługa Boży

## Galeria zdjęć

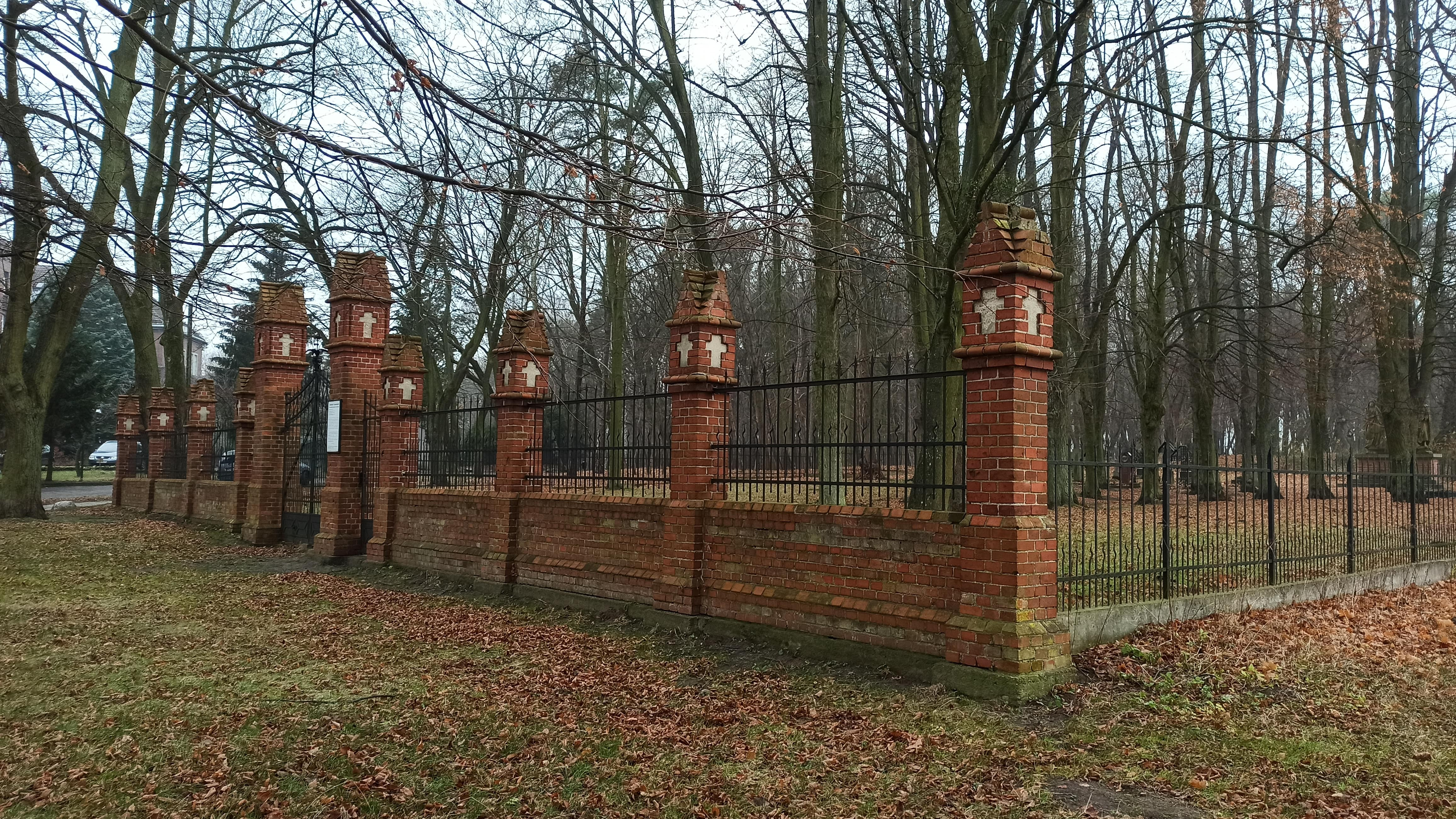
Murowane ogrodzenie od frontu
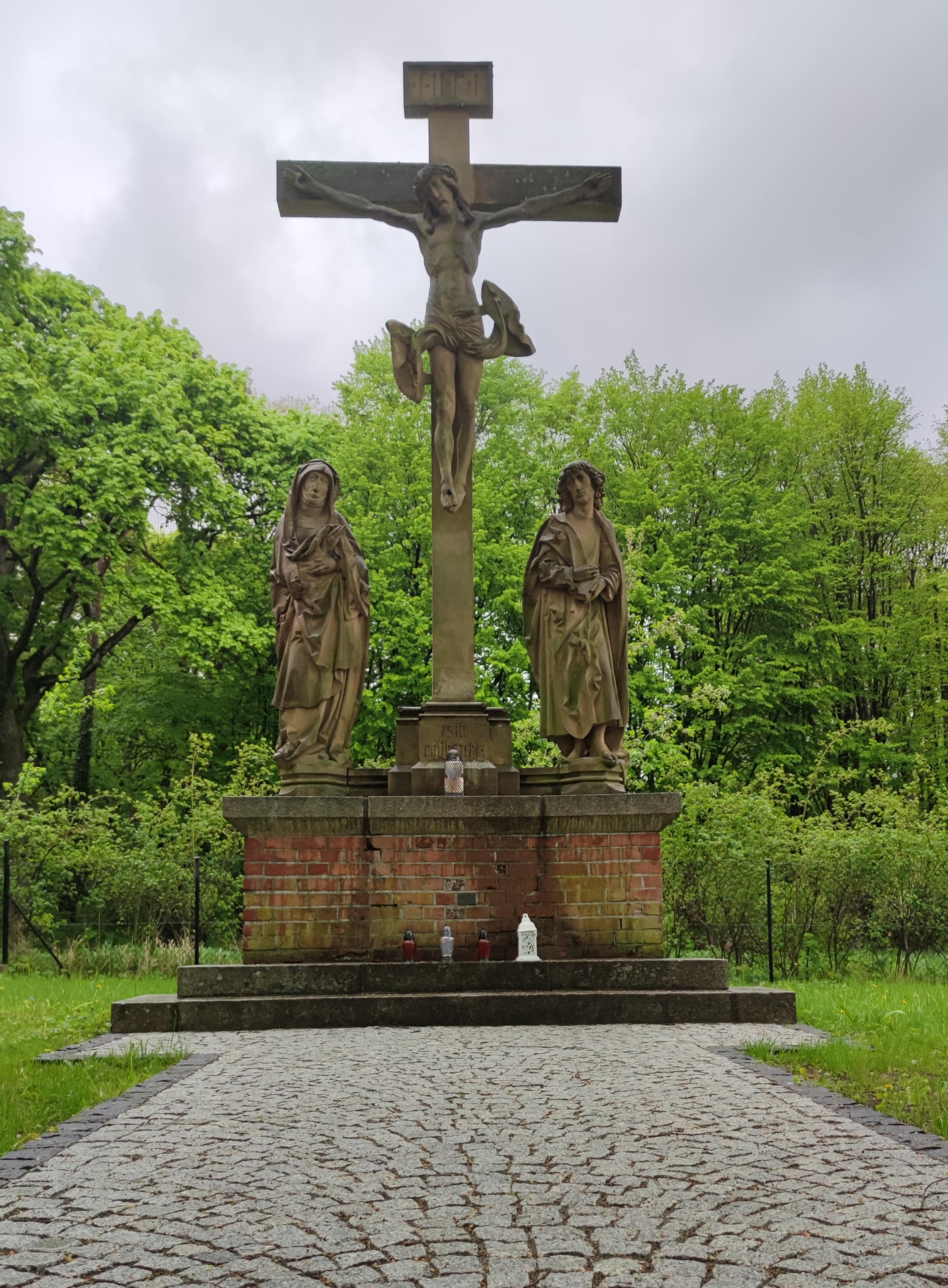
Grupa Ukrzyżowania, wyk. J. Seitz
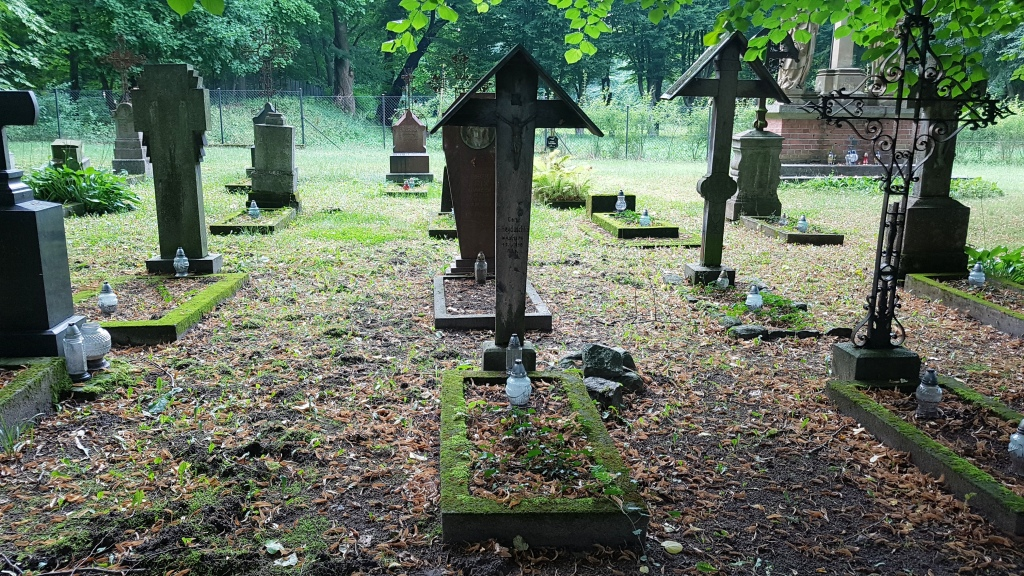
Groby na cmentarzu
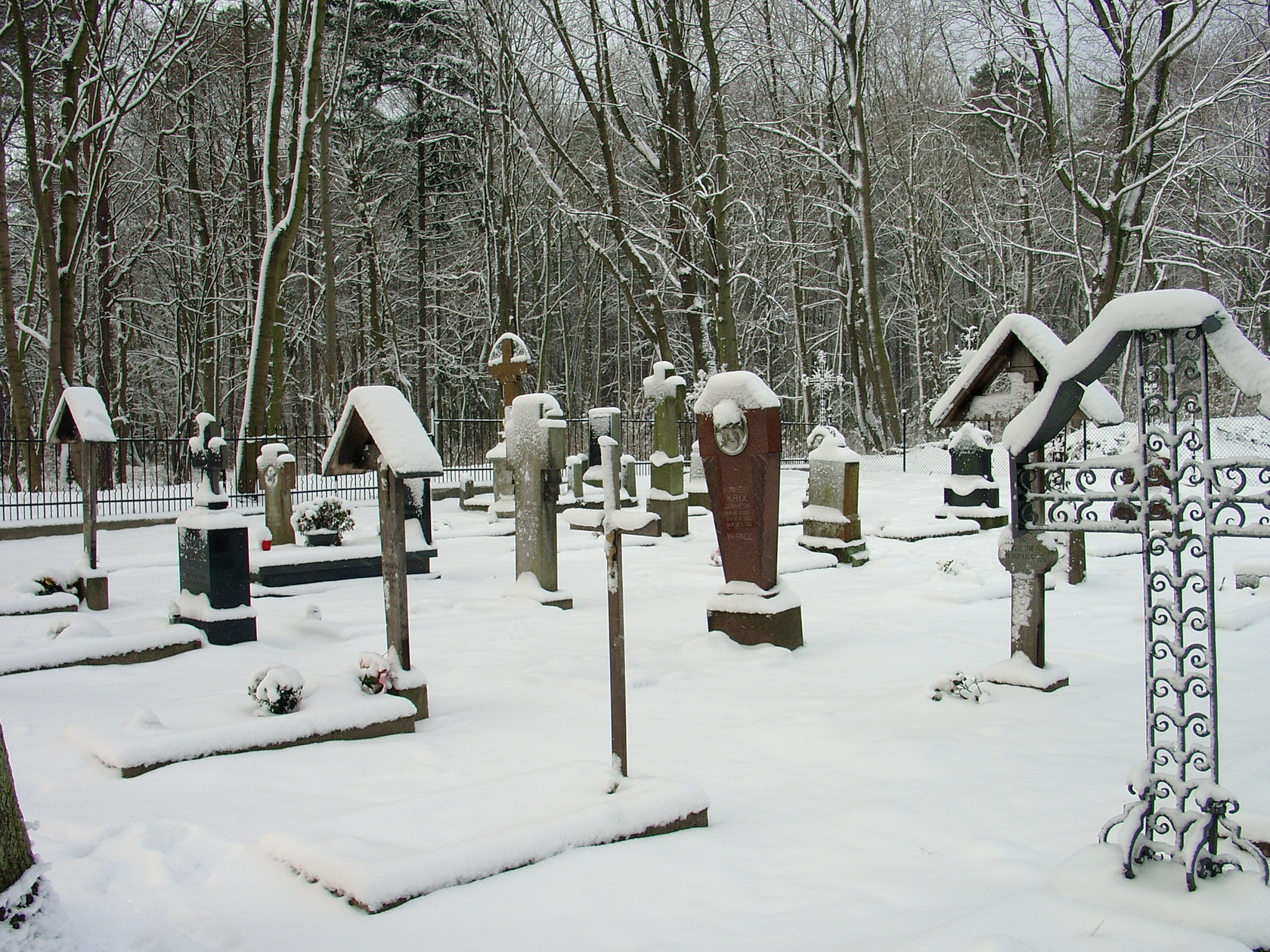
Cmentarz zimą